# Ally Walker
Allene Damian „Ally” Walker (Tullahoma, Tennessee, 1961. augusztus 25. –) amerikai színésznő.

## Filmográfia
- 1988 - Santa Barbara (TV) - Andrea Bedford
- 1989 - Swimsuit - Romella
- 1989–1990 - True Blue (TV) - Jessica Haley
- 1992 - Tökéletes katona - Veronica Roberts
- 1992 - Facérok - Pam
- 1993 - The Seventh Coin - Lisa
- 1993 - Moon Over Miami (TV) - Gwen Cross
- 1994 - When the Bough Breaks - Audrey Macleah
- 1995 - Just Looking - Sherrie
- 1995 - Someone to Die For - Alex Donaldson
- 1995 - Aludj csak, én álmodom - Ashley Bartlett Bacon
- 1995 - Steal Big Steal Little - Bonnie Martin
- 1996 - Bed of Roses - Wendy
- 1996 - Kazaam - Alice Connor
- 1996–1999 - Profiler (TV)- Samantha Waters
- 1997 - Brittle Glory - Elise Rosen
- 1999 - If You Believe - Susan Stone
- 1999 - Happy, Texas - Josephine 'Joe' McClintock the Banker
- 2006 - Vészhelyzet (TV) - Fran Bevens
- 2008 - Boston Legal (TV) - Attorney Phoebe Prentice
- 2009 - CSI: A helyszínelők (TV) - Rita Nettles
- 2009 - Toe to Toe - Claire
- 2009 - Wonderful World - Eliza
- 2010 - Esküdt ellenségek: Különleges ügyosztály (TV) - Dr. Stanton
- 2008–2010 - Kemény motorosok (TV) - Agent June Stahl
- 2011 - The Protector (TV) - Gloria Shepherd